# Hedysarum krasnovii
Hedysarum krasnovii är en ärtväxtart som beskrevs av Boris Fedtjenko. Hedysarum krasnovii ingår i släktet buskväpplingar, och familjen ärtväxter. Inga underarter finns listade i Catalogue of Life.